# رئيس السلطة القضائية الإيرانية
يُعيّن رئيس السلطة القضائية في إيران بأمر من قائد الثورة، لفترة أولية تصل إلى خمسة سنوات قابلة للتمديد.

## قائمة رؤساء السلطة القضائية
| الاسم | الاسم                        | الولادة-الوفاة | بداية الفترة  | نهاية الفترة         | رشح من قبل       | عين من قبل       | صورة |
| ----- | ---------------------------- | -------------- | ------------- | -------------------- | ---------------- | ---------------- | ---- |
| 1     | محمد بهشتي                   | 1928–1981      | 3 يونيو 1979  | 28 يونيو 1981(إغتيل) | مهدي بازرغان     | روح الله الخميني |      |
| 2     | عبد الكريم الموسوي الأردبيلي | 1926 -         | 28 يونيو 1981 | 30 يونيو 1989        | محمد علي رجائي   | روح الله الخميني |      |
| 3     | محمد يزدي                    | 1932 -         | 28 يونيو 1989 | 30 يونيو 1999        | هاشمي رفسنجاني   | علي خامنئي       |      |
| 4     | محمود الهاشمي الشاهرودي      | 1948 -         | 30 يونيو 1999 | 30 يونيو 2009        | محمد خاتمي       | علي خامنئي       |      |
| 5     | صادق لاريجاني                | 1960 -         | 30 يونيو 2009 | 7 مارس 2019          | محمود أحمدي نجاد | علي خامنئي       |      |
| 6     | إبراهيم رئيسي                | 1960 -         | 7 مارس 2019   | 1 يوليو 2021         | حسن روحاني       | علي خامنئي       |      |
| 7     | غلام حسين محسني إجئي         | 1960 -         | 1 يوليو 2021  | إلى الآن             | حسن روحاني       | علي خامنئي       |      |